# Richard Billinger
Richard Billinger (n. 20 iulie 1890 - d. 7 iunie 1965) a fost un scriitor austriac.
În scrierile sale, forțele naturii sunt evocate cu o nuanță mistico-religioasă. Billinger a fost un cunoscut homosexual și alcoolist.

## Opera
- 1923: Deasupra ogoarelor ("Über die Äcker");
- 1931: Secera de pe cer ("Sichel am Himmel");
- 1933: Logodna ("Das Verlöbnis");
- 1934: Casa îngerului păzitor ("Das Schutzengelhaus");
- 1935: Paza de noapte ("Nachtwache");
- 1935: Vrăjitoarea din Passau ("Die Hexe von Passau");
- 1937: Viața jertfită ("Das verschenkte Leben");
- 1949: Casa ("Das Haus").